# Burg Hohenkarpfen
Die Burg Hohenkarpfen, auch einfach Karpfen genannt, ist die Ruine einer Höhenburg auf dem 911,5 m ü. NHN hohen Hohenkarpfen auf dem Gemeindegebiet von Hausen ob Verena oberhalb der Gemeinde Gunningen im Landkreis Tuttlingen in Baden-Württemberg. Der Berg erinnert mit seiner Form an die nahen Hegauvulkane doch der Berg besteht aus Weissjuragestein. 

## Geschichte
Als Erbauer der Burg wurden 1050 die Herren und Ritter von Karpfen erwähnt, 1382 als Besitzer die Herren von Blumberg und ab Ende des 14. Jahrhunderts die Grafen von Lupfen-Stühlingen. Von der ehemals zweiteiligen Burganlage mit dreieckiger Vorburg, Hauptburg und quadratischem Wohnturm sind noch unbedeutende Reste erhalten. Die Burg war stets ein Reichslehen und kam nach dem Erlöschen der Stammlinie über die Remschinger und Emmershofener 1444 an die Grafschaft Württemberg. Hans I. von Karpfen, genannt Wirtenberger, ein natürlicher Sohn des Grafen Eberhard im Bart, der sich dann auch Ritter von Karpfen nannte, erhielt 1491 die Herrschaft und ließ die Burg herrichten. Er arrondierte sie mit dem Schloss Rietheim und umliegenden Gütern. Im Dreißigjährigen Krieg zerstörten die Kaiserlichen gemeinsam mit den Villingern die Burg Hohenkarpfen sowie den Ort Hausen ob Verena. Die Burg wurde nicht mehr aufgebaut.